# Niedzbórz
Niedzbórz (prononciation : [ˈɲed͡zbuʂ]) est un village polonais de la gmina de Strzegowo dans le powiat de Mława de la voïvodie de Mazovie dans le centre-est de la Pologne.
Il se situe à environ 21 km au sud de Mława (siège du powiat) et à 91 km au nord-ouest de Varsovie (capitale de la Pologne).
Le village compte approximativement une population de 460 habitants en 2006.

## Histoire
De 1975 à 1998, le village appartenait administrativement à la voïvodie de Ciechanów.